# 곽양
곽양(霍陽, ? ~ ?)은 전한 말기의 제후로, 돈황군 용륵현(龍勒縣) 사람이다.

## 행적
원시 2년(2년), 곽우를 끝으로 끊겨 있었던 박륙후(博陸侯) 작위를 곽광의 종형제의 증손으로서 이어받아 식읍 3천 호를 받았으나, 전한이 멸망하여 작위가 박탈되었다.

## 출전
- 반고, 《한서》 권18 외척은택후표

| 선대 족조 곽우 | 전한의 박륙후 2년 4월 을유일 ~ 8년 | 후대 (전한 멸망) |